# Разумовский, Александр Юрьевич
Александр Юрьевич Разумовский (род. 12 июня 1955 года, Брянская область, СССР) — советский и российский детский хирург, специалист в области торакальной хирургии, член-корреспондент РАН (2016).

## Биография
Родился 12 июня 1955 года в городе Клинцы Брянской области.
В 1978 году окончил педиатрический факультет 2-го МОЛГМИ имени Н. И. Пирогова, затем интернатуру по детской хирургии.
С 1979 года работает ДГКБ № 13 имени Н. Ф. Филатова (Филатовская больница), пройдя путь от врача-ординатора торакального отделения до руководителя отделением торакоабдоминальной хирургии (с 1995 года).
С 1983 по 1987 годы — учёба в очной аспирантуре на кафедре детской хирургии 2-го МОЛГМИ имени Н. И. Пирогова.
В 1987 году защитил кандидатскую диссертацию на тему «Антирефлюксная защита трансплантата при эзофагопластике» (научный руководитель — Ю. Ф. Исаков), в 1995 году — докторскую диссертацию на тему «Хирургическое лечение портальной гипертензии у детей».
C 1996 года — профессор кафедры детской хирургии РГМУ (РНИМУ) имени Н. И. Пирогова, а в 2012 году избран по конкурсу на должность заведующего кафедрой детской хирургии.
С октября 2008 года — главный детский хирург Департамента здравоохранения города Москвы.
В 2016 году избран членом-корреспондентом РАН.
Руководитель лаборатории оптимизации хирургических методов лечения ФНКЦ ДГОИ имени Д. Рогачева.

## Научная деятельность
Сфера хирургической деятельности — абдоминальная и торакальная хирургия, эндохирургия и сосудистая хирургия.
Автор более 500 печатных работ и 25 монографий и хирургии. Автор учебника детской хирургии для студентов медвузов.
Под его руководством защищены 22 кандидатских и 10 докторских диссертаций.

### Научно-организационная деятельность
- президент Российской Ассоциации детских хирургов[3];
- член правления Московского общества хирургов, член правления Общества эндоскопических хирургов России, член правления Российского общества хирургов-гастроэнтерологов[4][3];
- член Европейской ассоциации детских хирургов, член Российской ассоциации гепатобиллиарных хирургов[4];
- член редколлегии журналов «Детская хирургия», «Анналы хирурги», «Вопросы практической педиатрии», «Вестник детской хирургии, анестезиологии и реаниматологии», «Торакальная хирургия»[4][3].

## Награды
- Премия Правительства Российской Федерации в области науки и техники (в составе группы, за 2000 год) — за разработку и внедрение в практику здравоохранения реконструктивной и пластической хирургии пищевода у детей
- Заслуженный врач Российской Федерации (2017)[5][3]
- дважды лауреат премии имени С. Д. Терновского РАМН (1996, 2000)[3][4]
- дважды лауреат премии «Призвание» (2003, 2014)[6]
- Конкурс «Лучший врач года» (за 2011 год, в номинации Лучший детский хирург)[4]
- «Лучший преподаватель медицинских вузов 2011» за внедрение высоких технологий в образовательный процесс[4]
- Отличник здравоохранения города Москвы[4]